# Ratoises
Ratoises (em grego: Ῥατοίσης), Jedefré ou Rajedefe (em egípcio:  Sȝ Rˁ ḏd.f Rˁ; em grego:  Ρετζεντέφ) foi um faraó egípcio da IV dinastia, sendo filho e sucessor imediato de Quéops. Este tinha reinado entre 2 566 e 2 558 a.C..

## Reinado

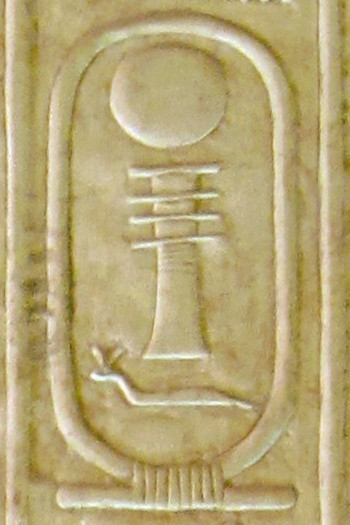
Cartucho egípcio de Ratoises.

Após a morte de Quéops, um dos criadores das Pirâmides de Gizé, houve uma grande briga pelo trono. O faraó tinha uma grande família, tendo deixado pelo menos doze herdeiros, filhos de muitas rainhas, e Cauabe, que era o herdeiro imediato, morreu durante o reinado do pai, o que provocou uma briga entre filhos, genros e netos pelo trono.
Ratoises, o marido de Heteferés II, filha e primogênita de Quéops, e possível filho da rainha Meritités I, ganhou a disputa e confirmou-se como faraó, enterrando seu pai e aproveitando a oportunidade de preservar seu cartucho em uma das covas dos barcos de Quéops. Ratoises foi leal ao deus sol Rá, sendo o primeiro faraó a usar o título de "Filho do Sol", entretanto a dedicação filial não foi o suficiente para parar a angústia que cercava sua ascensão ao poder.
Embora fosse mencionado no Cânone de Turim e na Lista Real de Abidos e Sacará, os historiadores gregos ignoram o reinado de Ratoises, considerando-o como um dos  usurpadores, e pulando o reinado de Quéops para Quéfren. O egiptólogo estadunidense George Reisner acredita equivocadamente que este faraó era filho de Quéops com uma rainha da Líbia, que assassinou seu irmão Cauabe e logo foi assassinado pelo seu terceiro irmão.

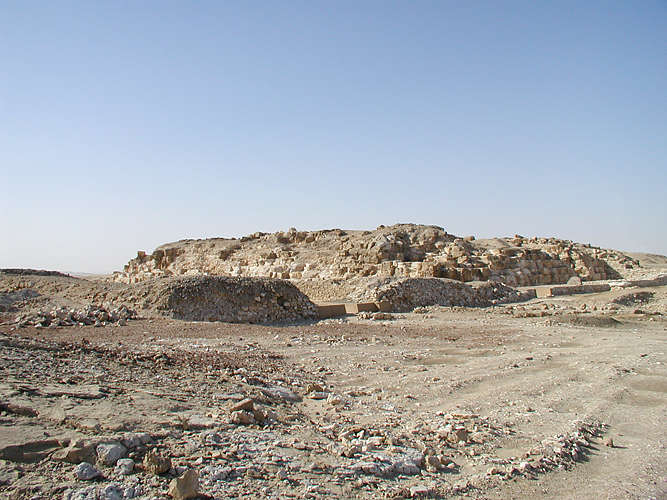
A pirâmide de Ratoises possuia originalmente 106,2 metros quadrados e 68 metros de altura.

Ratoises foi o responsável pela construção da pirâmide em Abu Rauas, uma necrópole localizada a oito quilômetros do Planalto de Gizé, que acabou ficando inacabada. Alguns egiptólogos afirmam que Ratoises teria sido um governante corrupto, o que motivou Quéfren, seu sucessor, a destruir suas estátuas e monumentos logo após sua morte, amaldiçoando a sua homenagem.